# HMS Lawson
HMS Lawson var en britisk destroyer, der deltog i 2. verdenskrig.
Skibet var af briterne leased fra den amerikanske flåde i perioden 13. august 1943 – 20. marts 1946. Skibet blev solgt til ophugning 31. januar 1947 og indgik aldrig i den amerikanske flådes tal.
Skibet havde en besætning på 156 mand og kunne sejle 19 knob. Skibet var bevæbnet med fire 100 mm kanoner og dybvandsbomber. Sandheden bag skibets ødelæggelse er stadig en gåde.